# Yorkshire (Nowy Jork)
Yorkshire – miasto w Stanach Zjednoczonych, w stanie Nowy Jork, w hrabstwie Cattaraugus.